# Гао Сингђен
 Гао Сингђен (фр. Gao Xingjian, кин: 高行健; Ганџоу, Кина, 4. јануар 1940), француски писац, преводилац и сликар кинеског порекла.

## Биографија
Рођен је 1940. у граду Ганџоу (провинција Ђангси) у источној Кини. Прве књижевне радове написао је са десет година, а са 11 или 12 година почео је да слика у уљу.
Дипломирао је француски језик и књижевност на универзитету у Пекингу и након тога се посветио књижевности и сликарству.
За време Културне револуције (1966-76.) је био у логору за преваспитавање те је био принуђен да спали већину својих рукописа, али је и даље био на удари власти. Године 1987, пошто му је 1986. забрањена драма "Друга обала", Сингђен емигрира у Француску. Године 1989, након масакра на масакра на Тргу Тјенанмен у Пекингу јавно се одрекао Комунистичке партије и тиме постао политички избеглица чија су дела забрањена у Кини.
Сингђен је познат не само као књижевник већ и као сликар. До сада је излагао на многим самосталним и заједничким изложбама, а слика у традиционалној кинеској техници црне тинте на пиринчаном папиру. Илустровао је и неколико збирки поезије кинеских песника.

## Награде
Добитник је почасних признања Витеза реда уметности и писма (1992), Награде француске заједнице у Белгији 1994. за роман "Месечар", Награде кинеске Нове Године за 1997. за роман "Планина душе", а 2000. Шведска краљевска академија га је наградила Нобеловом наградом за књижевност "за дело универзалног домета, обележено горким освешћавањем и језичном ингениозношћу која је отворила нове путеве уметности кинеског романа и позоришта". Овим чином Сингђен је ушао у историју као први Кинез који је добио ову награду.

## Дела
- „Аутобуска станица“ (драма, 1983),
- „Месечар“ (роман),
- „Друга обала“ (драма, 1994),
- „Планина душе“ (La Montagne de l’Âme, 1990),
- „Рибарски штап за мог деду“ (1986).